# Provincia di Villa Clara
La provincia di Villa Clara è una delle province di Cuba. La città capoluogo della provincia è Santa Clara.

## Comuni
La provincia di Villa Clara è suddivisa in 13 comuni.
| Comune            | Popolazione (2004) | Superficie (km²) | Localizzazione          | Panorama                                       | Note      |
| ----------------- | ------------------ | ---------------- | ----------------------- | ---------------------------------------------- | --------- |
| Caibarién         | 38064              | 212              | 22.515833°N 79.472222°W | _                                              |           |
| Camajuaní         | 63544              | 614              | 22.468056°N 79.723611°W | _                                              |           |
| Cifuentes         | 33391              | 512              | 22.620833°N 80.065833°W |                                                |           |
| Corralillo        | 27571              | 843              | 22.985833°N 80.582778°W |                                                |           |
| Encrucijada       | 33641              | 345              | 22.617222°N 79.866111°W |                                                |           |
| Manicaragua       | 73370              | 1063             | 22.150278°N 79.976111°W | Church and central square in Manicaragua, Cuba |           |
| Placetas          | 71837              | 601              | 22.316111°N 79.655278°W | _                                              |           |
| Quemado de Güines | 22590              | 338              | 22.79°N 80.255833°W     |                                                |           |
| Ranchuelo         | 59062              | 556              | 22.336111°N 80.112778°W |                                                |           |
| Remedios          | 46482              | 560              | 22.492222°N 79.545556°W |                                                |           |
| Sagua la Grande   | 56097              | 661              | 22.808889°N 80.070833°W |                                                |           |
| Santa Clara       | 237581             | 514              | 22.405556°N 79.953889°W |                                                | Capoluogo |
| Santo Domingo     | 53840              | 883              | 22.583611°N 80.238333°W |                                                |           |

## Galleria d'immagini

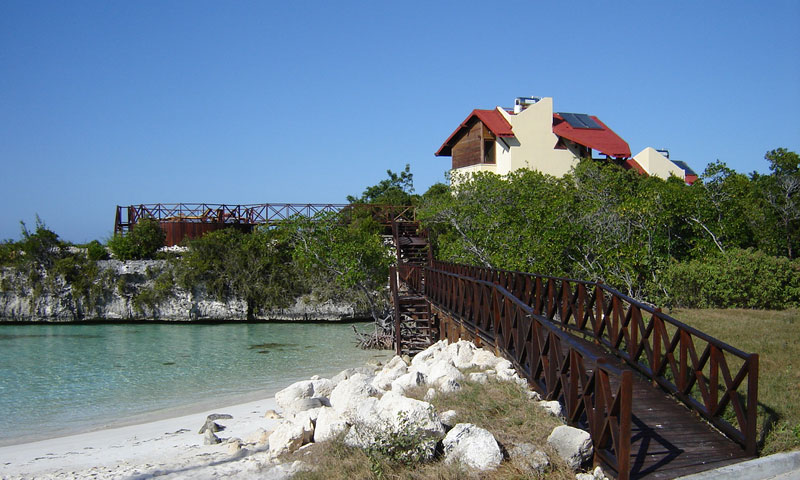
Las Brujas Beach
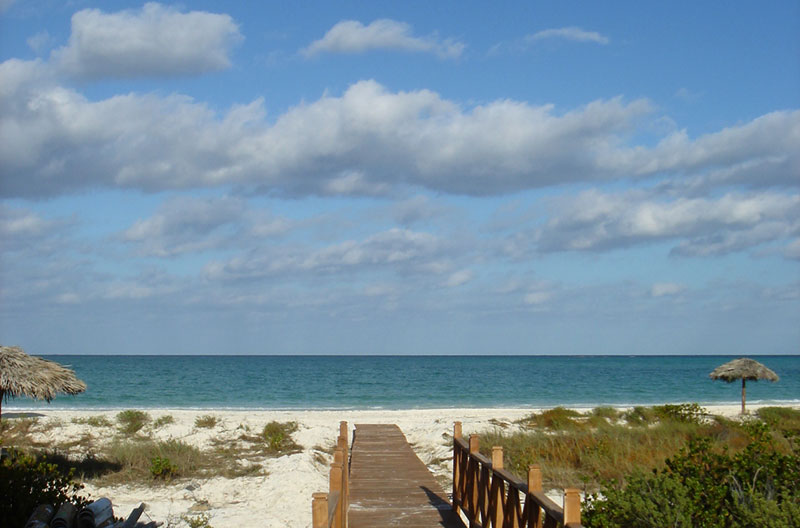
Santa Maria Cay and Beach
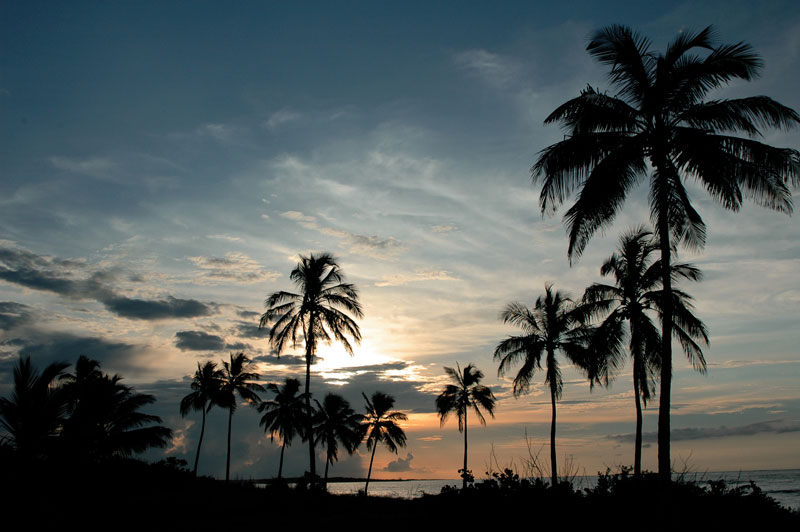
Ensenachos Beach
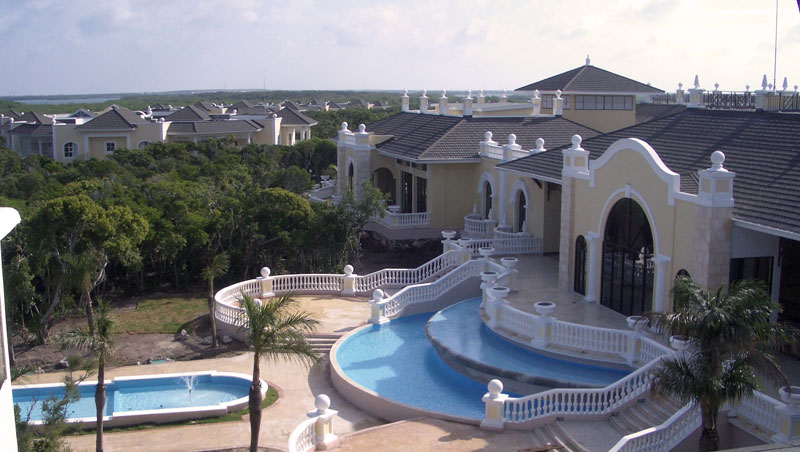
Resort at Ensenachos Cay
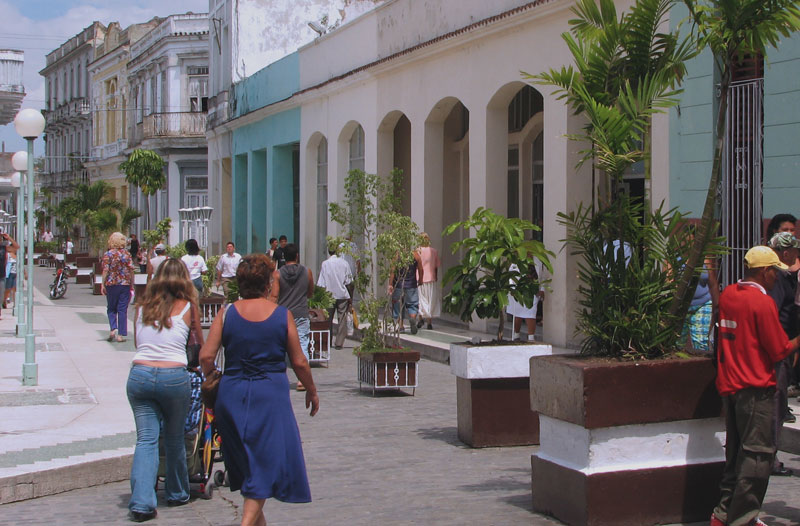
Santa Clara's pedestrian boulevard
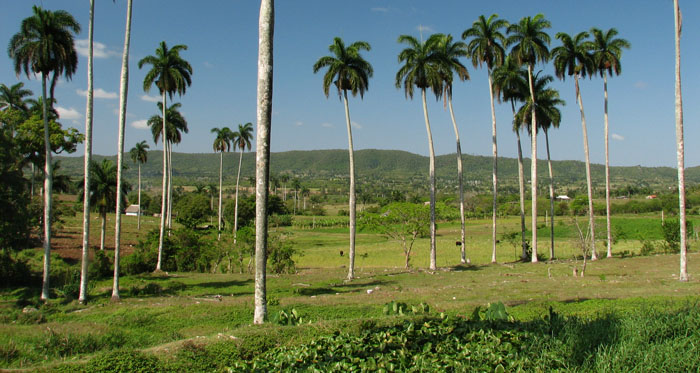
Camajuaní Valley
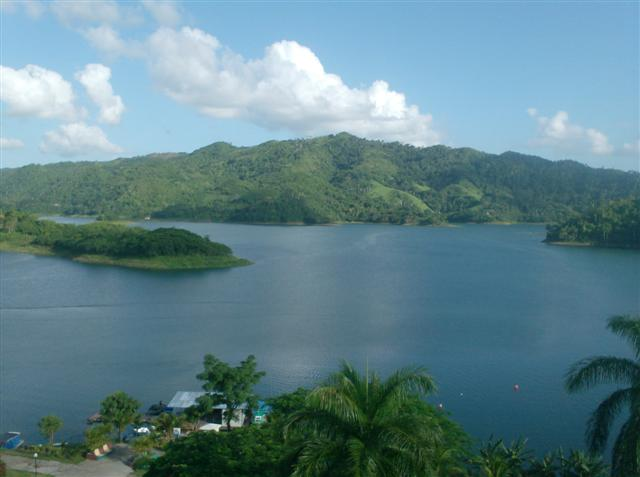
El Salto del Hanabanilla e Hanabanilla Lake
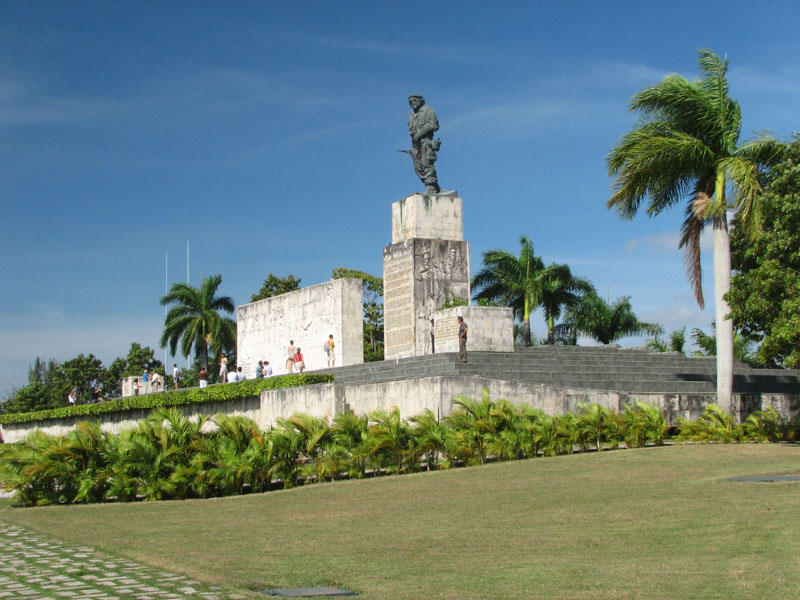
Mausoleo di Che Guevara situato nella città di Santa Clara